# Harzburgit

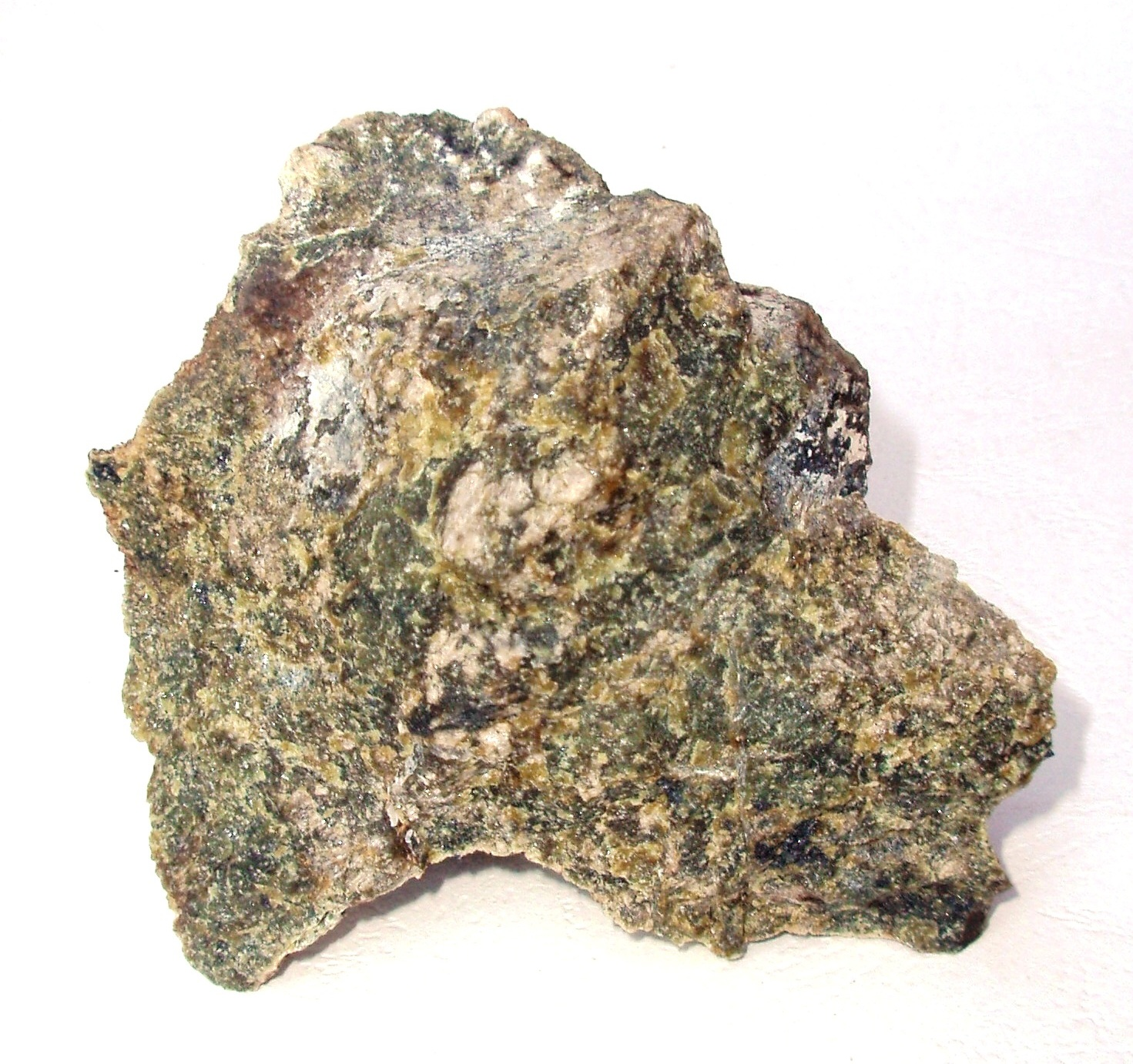
Grobkörniger Harzburgit, Madagaskar

Harzburgit ist die Bezeichnung eines ultramafischen, plutonischen Peridotit-Gesteins.

## Etymologie
Harzburgit wurde 1887 zum ersten Mal von Karl Heinrich Rosenbusch petrographisch beschrieben und von ihm nach der Typlokalität im Radautal bei Bad Harzburg im Harz benannt. Das Gestein bildet Teil des Harzburger Gabbros und findet sich als Kumulat im Liegenden dieses Massivs.

## Definition

Dreiecksdiagramm Olivin-Orthopyroxen-Klinopyroxen mit dem Harzburgitfeld hervorgehoben in grün

Harzburgit besteht vorwiegend aus Olivin, das zwischen 40 und maximal 90 Volumenprozent betragen kann. Orthopyroxen ist mit 5 bis 60 Volumenprozent zugegen. Klinopyroxen ist untergeordnet und erreicht maximal 5 Volumenprozent.

## Mineralbestand
Das im frischen, unverwitterten Zustand tiefdunkelgrüne bis schwarzgrüne Gestein kann neben den definierenden Mineralien Olivin, Orthopyroxen und Klinopyroxen relativ geringe Mengen an Plagioklas, Spinell, Phlogopit, Amphibol (Hornblende – Pargasit), sowie akzessorisch Apatit und Erzmineralien enthalten.
Als Beispiel für den modalen Mineralbestand sei der Harzburgit der Typlokalität angeführt, der 43 Volumenprozent Olivin, 56,5 Volumenprozent Orthopyroxen, 0,5 Volumenprozent Plagioklas und Spuren von Erz und Apatit enthält. Klinopyroxen ist abwesend.

## Gefüge
Neben den typischen Mantelgesteinsgefügen (ausführlich beschrieben unter Lherzolith) zeigt der Harzburgit der Typlokalität beispielsweise ein Kumulatgefüge, wobei Olivin als poikilitische Einschlüsse in Plagioklas und Pyroxen vorliegt (Poikilitisches Gefüge).

## Chemische Zusammensetzung
Die chemische Zusammensetzung von Harzburgiten sei anhand folgender Beispiele veranschaulicht: einem globalen Durchschnittswert basierend auf 206 Analysen, gefolgt vom Harzburgit der Typlokalität (2 Analysen) und vom extrem abgereicherten, grönländischen Wiedemann-Harzburgit. Die CIPW-Norm des Durchschnittswerts ist ebenfalls angegeben.
| Oxid             | Durchschnitt | Typlokalität | Grönland | CIPW-Norm | Prozent |
| ---------------- | ------------ | ------------ | -------- | --------- | ------- |
| SiO2             | 43,73        | 39,25        | 42,63    | Q         |         |
| TiO2             | 0,28         | 0,19         | 0,01     | C         |         |
| Al2O3            | 2,57         | 4,62         | 0,82     | Or        | 0,83    |
| Fe2O3            | 6,00         | 4,13         |          | Ab        | 2,60    |
| FeO              | 7,09         | 6,33         | 6,65 tot | An        | 4,17    |
| MnO              | 0,16         | 0,17         | 0,19     | Di        | 6,93    |
| MgO              | 36,34        | 33,79        | 48,43    | Hy        | 21,13   |
| CaO              | 3,18         | 3,18         | 0,19     | Ol        | 46,22   |
| Na2O             | 0,34         | 0,26         | 0,03     | Mt        | 7,94    |
| K2O              | 0,15         | 0,10         |          | Il        | 0,50    |
| P2O5             | 0,14         |              | 0,03     | Ap        | 0,30    |
| H2O/ Glühverlust |              | 6,67         | 1,05     |           |         |
| Mg #             | 0,859        | 0,857        | 0,941    |           |         |

Harzburgite sind vorwiegend Quarz-untersättigte, Olivin- und Hypersthen-normative Gesteine.

## Vorkommen
Neben ihrem Auftreten entlang ozeanischen Spreizungszentren finden sich Harzburgite in geschichteten Intrusionen in Vergesellschaftung mit Dunit, Norit, Gabbro, Gabbronorit, Diorit und Quarzdiorit. Als Vulkanische Bomben und Xenolithe erscheinen Harzburgite unter den Auswurfmassen von Vulkanen, sie können aber auch in Ganggesteinen (Lamprophyren etc.) und in Kimberliten mitgeschleppt werden.

## Entstehung
Harzburgite entstehen vorwiegend an ozeanischen Riftsystemen infolge der Bildung tholeiitischer Basaltschmelzen.
Das Ausgangsmaterial ist hierfür Lherzolith-Gestein aus dem Oberen Erdmantel, das beim Aufstieg an den Spreizungs- oder Riftzonen einer starken Druckminderung unterworfen ist. Diese führt zu einer partiellen Ausschmelzung von bis zu 20 % des ursprünglichen Lherzoliths, wobei vorrangig bestimmte Mineralanteile (wie z. B. Klinopyroxen, Plagioklas) aus dem Ausgangsmaterial in die tholeiitische Schmelze gehen. Während die Schmelze weiter aufsteigt und schließlich zu neuer ozeanischer Kruste erstarrt, bleiben die restlichen Gemengteile als Rest- bzw. Residualschicht (Restit) im Hangenden des Lherzoliths zurück.
Das Restmaterial Harzburgit wird als verarmtes oder abgereichertes Gestein (englisch depleted) eingestuft, da es sehr deutlich an inkompatiblen Elementen wie Aluminium und Kalzium verloren hat. Diese Elemente passen auf Grund ihres Ionenradius oder ihrer elektrischen Ladungszahl nicht in das Kristallgitter des Mantelgesteins und gehen daher bevorzugt in die Schmelze. Im Restmaterial verbleiben besonders Magnesium und Eisen, sowie in geringen Mengen Chrom, Nickel und Cobalt, die aber lokal abbauwürdige Konzentrationen erreichen können.

## Fundstellen
In geschichteten Intrusionen:
- Deutschland – Harzburger Gabbro (Typlokalität)

An ozeanischen Spreizungszentren:
- Kanada
  - Neufundland – Bay-of-Islands-Ophiolith[5]
- Kuba – Mayarí-Baracoa Ophiolithgürtel (Backarc-Spreizung)[6] – Obertrias bis Unterkreide

An Transformstörungen und assoziierten Verwerfungszonen (engl. fracture zones):
- Vereinigte Staaten
  - Washington – Ingalls Ophiolithkomplex[7] – Mittlerer bis Oberer Jura

Im Subduktionskontext (Supra-Subduktionszonen-Mantelkeil):
- China:
  - Tibet – Xigazê-Ophiolith der Tethys[8]

Generell in Ophiolithen:
- Albanien[9]
- Neukaledonien
- Oman – Oman-Ophiolith
- Papua-Neuguinea – Papua-Ultramafitgürtel

Als Bomben und Xenolithe:
- Grönland – Wiedemann-Fjord
- Jordanien – Shamah-Basaltplateau[10]
- Südafrika – Kaapvaal-Kraton